# Sonico

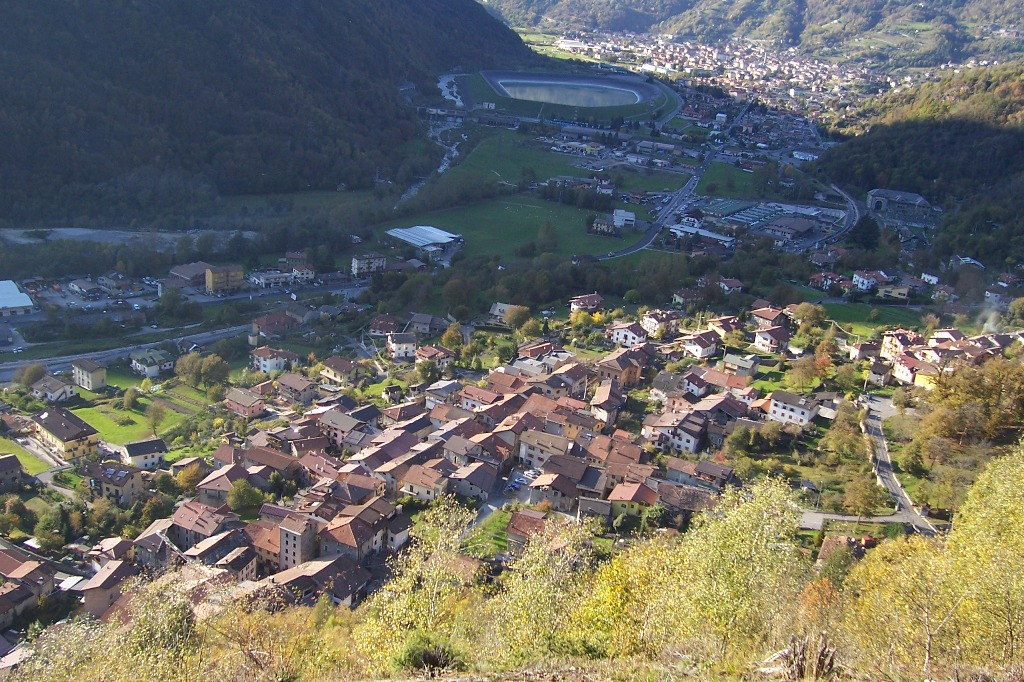
Blick auf Sonico

Sonico ist eine norditalienische Gemeinde (comune) mit 1189 Einwohnern (Stand 31. Dezember 2023) in der Provinz Brescia in der Lombardei. Die Gemeinde liegt etwa 70 Kilometer nordnordöstlich von Brescia im Valcamonica und gehört zur Unione Alpi Orobie Bresciane.

## Geschichte
Die archäologischen Fundplätze in Sonico gehören zum UNESCO-Welterbe. Wie bei den übrigen Fundplätzen im Valcamonica liegen hier Felszeichnungen vor.

## Verkehr
Durch die Gemeinde führt die Strada Statale 42 del Tonale e della Mendola von Treviglio nach Bozen. Der Bahnhof von Sonico liegt an der Bahnstrecke Brescia–Iseo–Edolo.